# Norman Bethune
Henry Norman Bethune (Gravenhurst, 1890 - Tang, 1939) fue un médico canadiense, conocido por sus servicios en tiempo de guerra, con la intervención de sus unidades médicas a favor de la Segunda República Española durante la Guerra civil de España y con los aliados comunistas de la República de China durante la segunda guerra sino-japonesa. Habitualmente se considera que desarrolló el primer servicio móvil de transfusiones de sangre en España en 1936, aunque otras fuentes apuntan a que este mérito le correspondió, unos meses antes, a Frederic Durán-Jordà.

## Familia
Norman Bethune provenía de una prominente familia canadiense de origen escocés. Su tatarabuelo, el reverendo John Bethune (1751-1815), fue el patriarca de la familia y estableció la primera Iglesia Presbiteriana en Montreal. Su bisabuelo, Angus Bethune (1783-1858), perteneció a la Compañía del Noroeste, y viajó extensamente a través de los territorios del noroeste, para la exploración y el comercio de pieles.
Su abuelo, también llamado Norman (1822-1892), fue educado como médico en Toronto, y asistió al King's College y el Guy's Hospital en Londres, graduándose en 1848 como miembro del Real Colegio de Médicos, y fue uno de los fundadores de la Escuela Superior de Medicina de Canadá, que se incorporó en el Trinity College y, finalmente, a la Universidad de Toronto.
Su padre, el reverendo Malcolm Nicolson Bethune, llevó una vida tranquila como pastor en Gravenhurst junto a su esposa, Isabel, y ambos inculcaron a Norman los valores que le hicieron destacar en su vida adulta.

## Biografía

### Juventud
Henry Norman Bethune nació en Gravenhurst, en la provincia de Ontario, el 4 de marzo de 1890. Tuvo una hermana, Janet, y un hermano, Malcolm.
En su juventud asistió al colegio y se graduó en 1907. En septiembre de 1909 se matriculó en la Universidad de Toronto. Interrumpió sus estudios durante un año en 1911 para incorporarse como maestro voluntario del Frontier College en remotos campamentos madereros y mineros de todo el norte de la provincia, enseñando a los trabajadores inmigrantes a leer y escribir en inglés. En 1914, cuando estalló la Primera Guerra Mundial, volvió a suspender sus estudios de medicina, para servir como camillero en el Frente Occidental. Allí fue herido por metralla y pasó tres meses de recuperación en un hospital del Reino Unido. Cuando se recuperó de las heridas, regresó a Toronto para completar su título de médico, que recibió en 1916.
Con la guerra aún en curso, se unió a la Royal Navy como teniente-cirujano en el hospital de Chatham, al sur de Londres. Al finalizar la guerra, inició una pasantía especializada en enfermedades infantiles en el hospital infantil londinense de Great Ormond Street Hospital. Más tarde se fue a Edimburgo, donde obtuvo la cualificación profesional del prestigioso Royal College of Surgeons.
Tras contraer la tuberculosis y superarla, en 1929, se unió al equipo del pionero en cirugía torácica, el doctor William Edward Archibald, cirujano-jefe del Hospital Royal Victoria de Montreal, donde perfeccionó sus habilidades en este campo y desarrolló y modificó más de una docena de nuevas herramientas quirúrgicas. Su instrumento más famoso fueron las "Bethune rib shears" (Tijeras de costilla Bethune), que se siguen utilizando hoy día. Publicó catorce artículos describiendo sus innovaciones en la técnica del tórax.

### Actividad política
Bethune pasó a estar cada vez más desinteresado por los tratamientos quirúrgicos y más preocupado por el aspecto socioeconómico de la enfermedad. Ejerció como médico en Montreal durante los años de la Gran Depresión, auxiliando con frecuencia a los más desfavorecidos de la ciudad, a los que dio atención médica gratuita. Desafió a sus colegas de profesión y presionó, sin éxito, para que el gobierno realizara reformas radicales de atención médica y servicios de salud en Canadá.
Bethune fue uno de los primeros defensores de la medicina socializada, que formaron el Grupo de Montreal para la protección de la salud. En 1935 viajó a la Unión Soviética para observar de primera mano su sistema de atención sanitaria. Durante ese año se convirtió en un comunista comprometido y se unió al Partido Comunista de Canadá.

### España

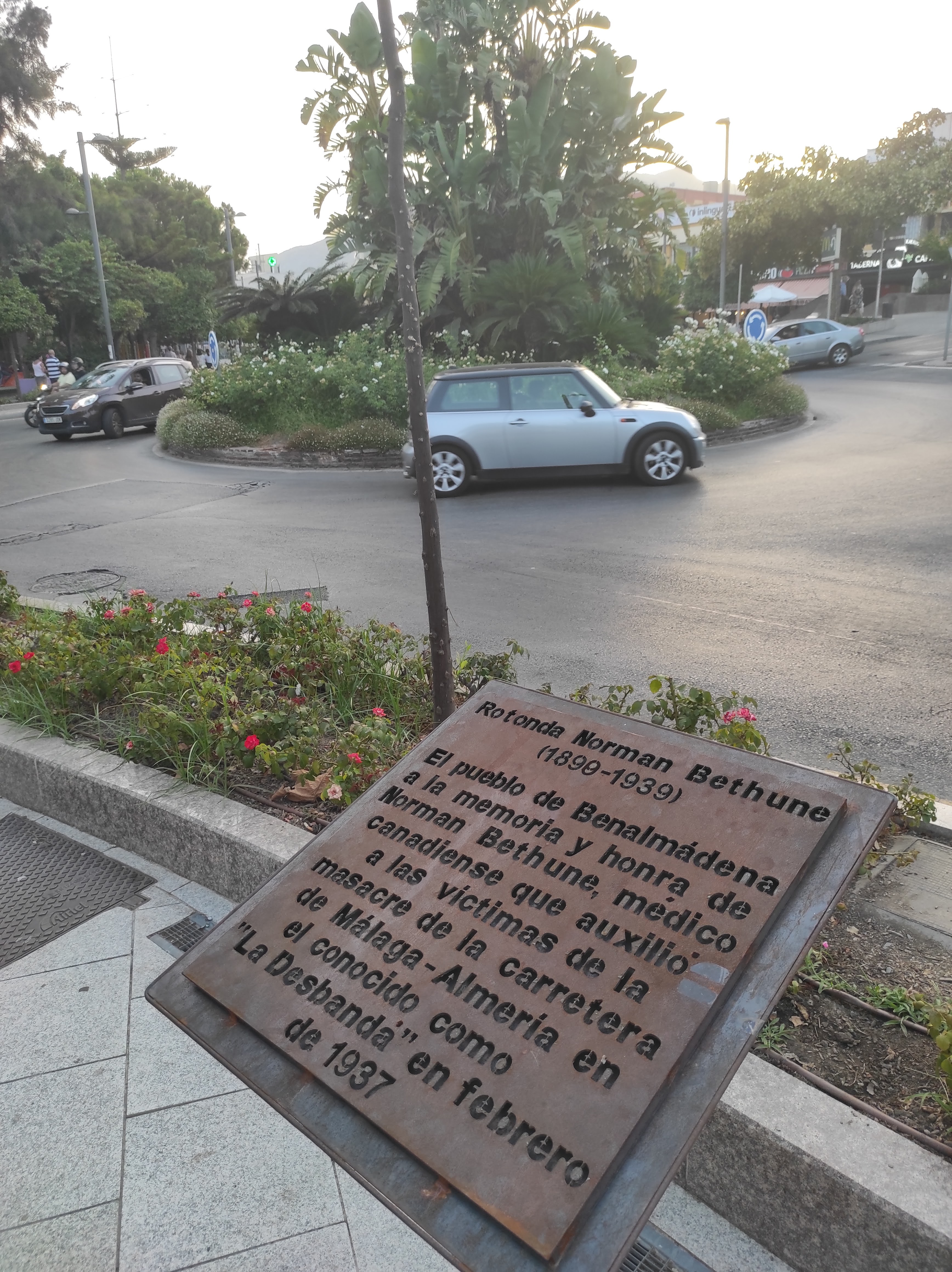
Placa conmemorativa a Bethune en Benalmádena, Málaga

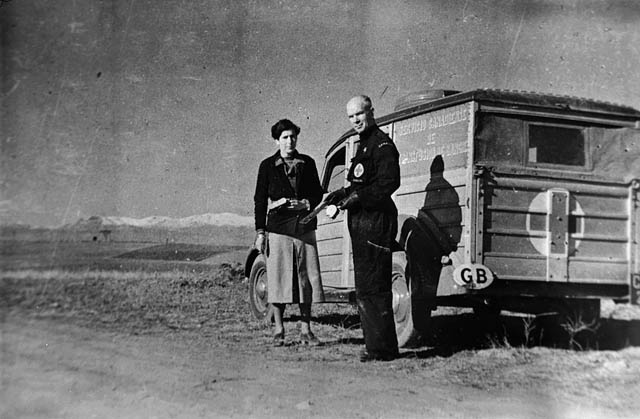
Bethune, hacia 1937, junto a una enfermera y su unidad de transfusiones de sangre con el lema Unidad Canadiense de Transfusiones, durante la Guerra civil española en un punto indeterminado de España.

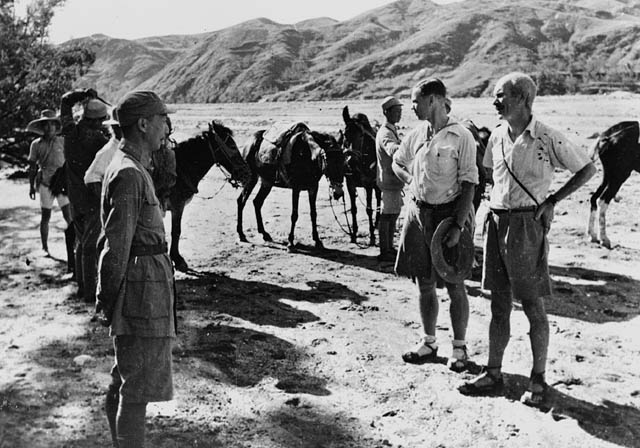
Bethune, junto a soldados chinos, en 1938 durante la segunda guerra sino-japonesa.

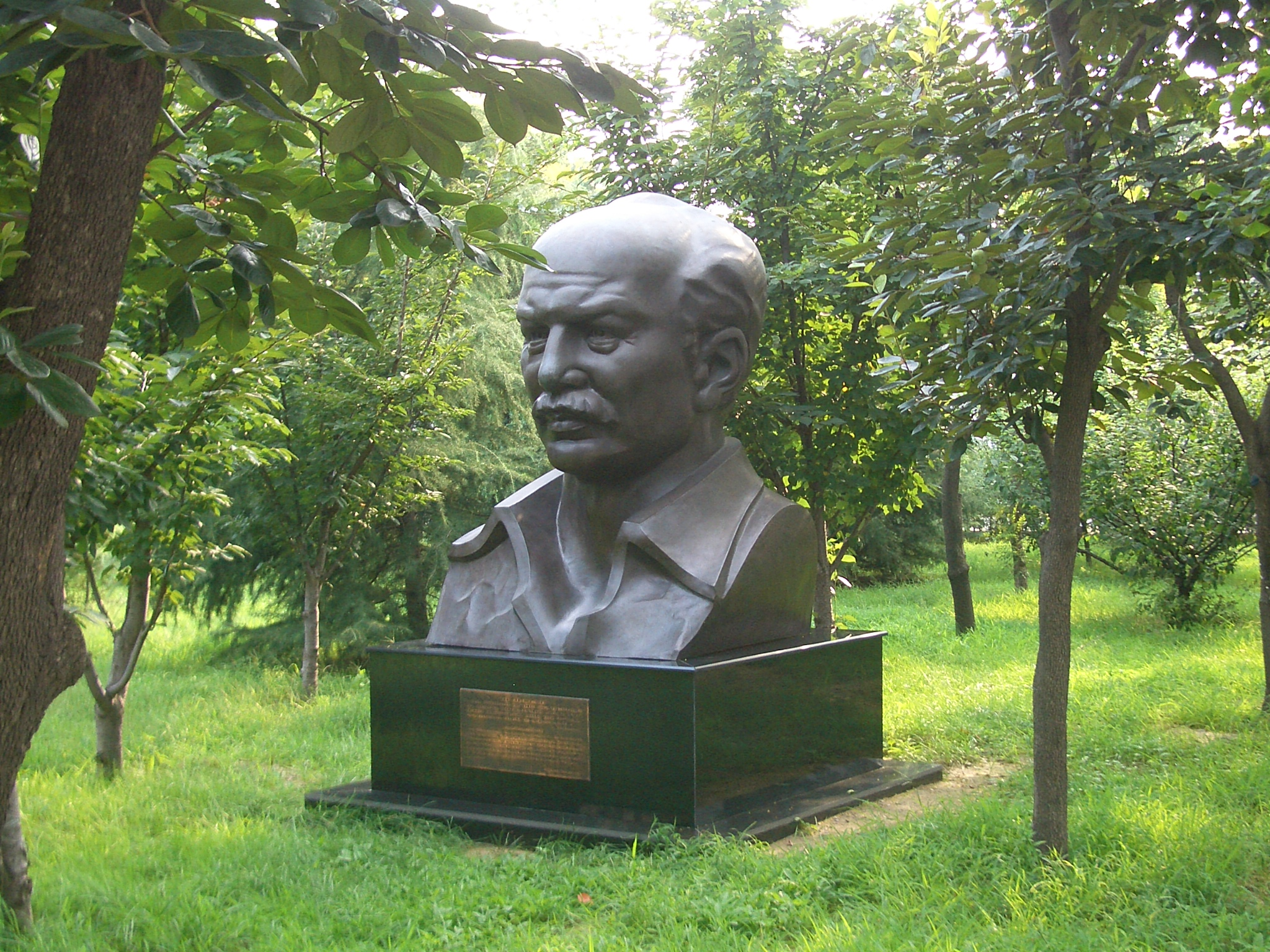
Monumento a Norman Bethune en el castillo de Wanping, en Pekín (China).

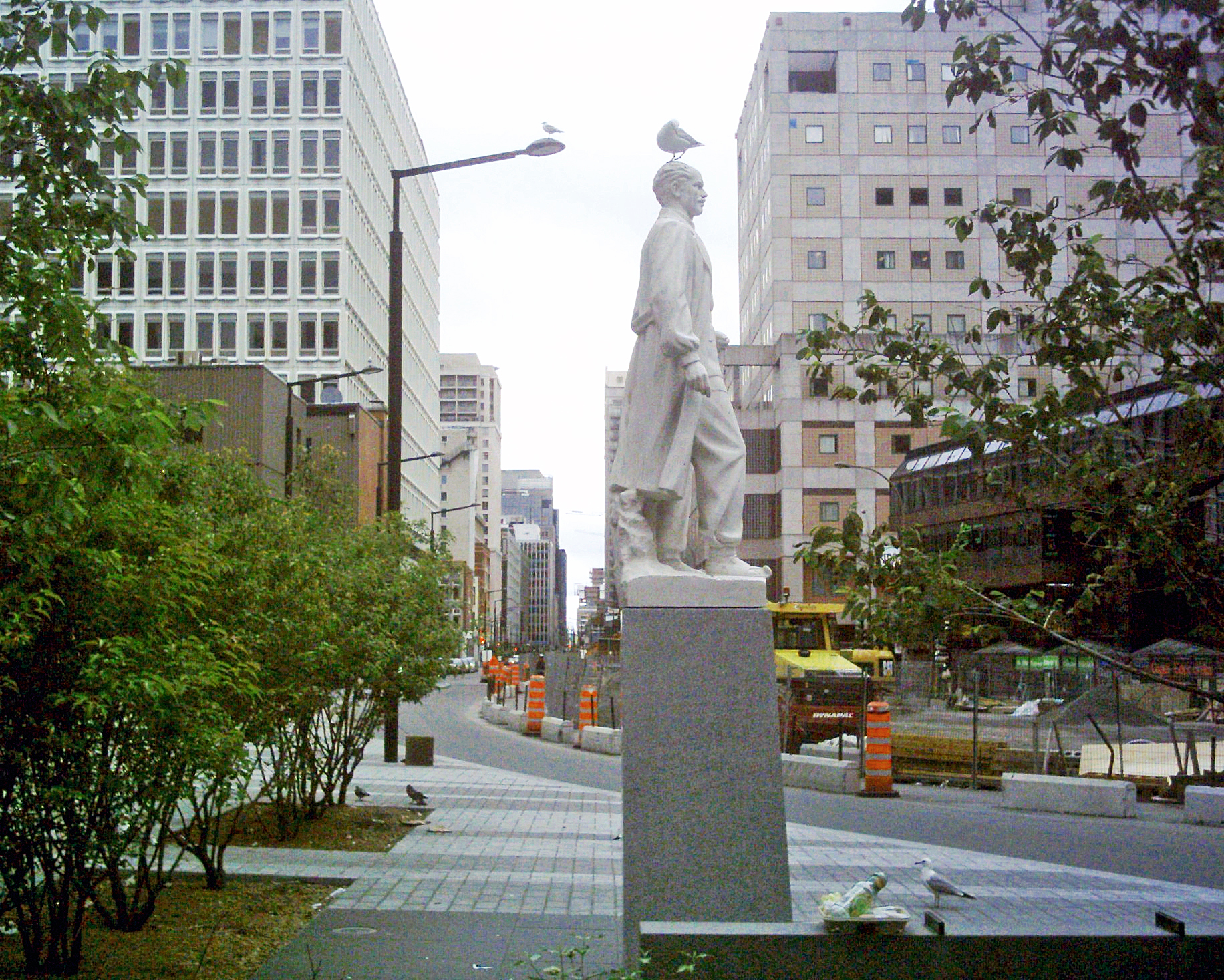
Estatua y plaza Norman Bethune de Montreal (Canadá).

En 1936, al estallar la Guerra civil española, Bethune aceptó una invitación de la Comisión de Ayuda a la Democracia Española encabezando la Unidad Médica de Canadá en Madrid. Se incorporó al Batallón Mackenzie-Papineau, que estaba integrado por comunistas y otros izquierdistas canadienses, y partió para Madrid el 3 de noviembre de 1936.
Una causa frecuente de muerte en el campo de batalla era el choque circulatorio provocado por la pérdida de sangre, que causaba la muerte instantánea de un combatiente cuyas heridas no parecían graves. Bethune concibió la idea de la administración de transfusiones de sangre in situ, y desarrolló la primera unidad médica móvil. La unidad contenía 500 apósitos para heridas, y suficientes suministros y medicinas para 100 operaciones. Además organizó un servicio para recoger la sangre de los donantes y trasladarla al frente de batalla, salvando así incontables vidas. El trabajo de Bethune en España en el desarrollo de las unidades médicas móviles fue el modelo para el desarrollo posterior de las unidades Mobile Army Surgical Hospital (MASH).
Una de sus intervenciones más dramáticas se produjo durante la masacre de la carretera Málaga-Almería, cuando se desplazó expresamente desde Valencia hacia Málaga para socorrer a la población civil que estaba siendo masacrada durante su huida de la ciudad, que había sido tomada por el bando sublevado, hacia Almería. Durante tres días él y sus ayudantes Hazen Sise y Thomas Worsley socorrieron a los heridos y ayudaron en el traslado de refugiados hacia la capital almeriense. Esta traumática experiencia le llevaría a escribir su relato El crimen de la carretera Málaga-Almería.

"...Lo que quiero contaros es lo que yo mismo vi en esta marcha forzada, la más grande, la más horrible evacuación de una ciudad que hayan visto nuestros tiempos...."
Norman Bethune

Bethune regresó a Canadá el 6 de junio de 1937, comenzando una gira para recaudar fondos y voluntarios para la lucha contra el fascismo en España.

### China
En 1938, viajó a Yan'an, en la provincia de Shaanxi, en China. Allí se unió a los comunistas chinos liderados por Mao Zedong en su lucha contra los japoneses, en la segunda guerra sino-japonesa. En el campo de batalla realizó operaciones quirúrgicas de emergencia sobre víctimas de guerra y llevó a cabo la formación de médicos, enfermeras y enfermeros. Allí se destacó por no hacer distinción entre las víctimas, dando el mismo tratamiento a los prisioneros japoneses heridos que a los combatientes chinos.
En el verano de 1939, Bethune fue nombrado asesor médico en Shanxi, Chajar y Hebei, bajo la dirección del General Nie Rongzhen. A finales de año, se produjo una herida en un dedo mientras llevaba a cabo una operación de urgencia, lo que le provocó una infección en la sangre que se propagó por todo el cuerpo y produjo su muerte, víctima de sepsis, el 12 de noviembre de 1939. El mismo Mao escribió en 1939, en un ensayo sobre él: "Todos debemos aprender de su desinterés absoluto. Quien posea este espíritu puede serle muy útil al pueblo."

## Legado

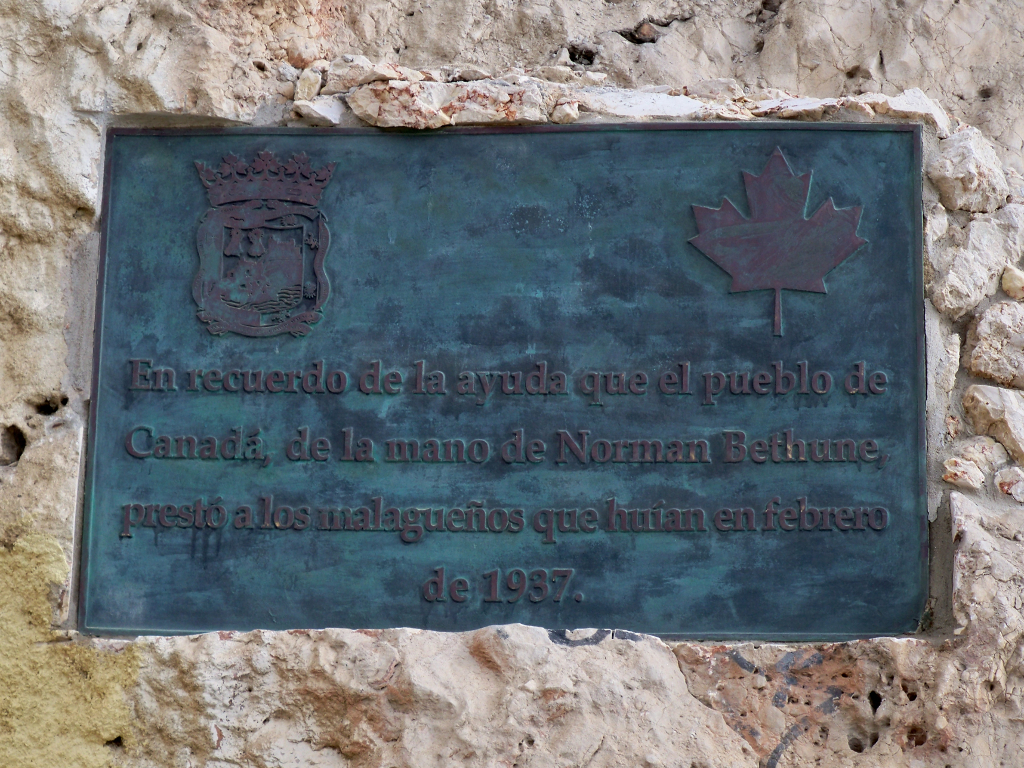
Placa dedicada a Norman Bethune en el Paseo de los Canadienses de Málaga.

Prácticamente desconocido en su patria durante su vida, Bethune recibió el reconocimiento internacional cuando el presidente Mao Zedong, de la República Popular China, publicó su ensayo titulado "En memoria de Norman Bethune" (en chino: 纪念 白求恩), que documentó los últimos meses de la vida del médico en China. El ensayo se convirtió en lectura obligatoria en las escuelas primarias de China durante la Revolución cultural china, entre 1966 y 1976.
Bethune es uno de los pocos occidentales a quienes se han dedicado estatuas en China. Está enterrado en el Cementerio de los Mártires Revolucionarios de la ciudad de Shijiazhuang, en la provincia de Hebei, frente a la tumba de Dwarkanath Kotnis, un médico indio también galardonado por su contribución humanitaria al pueblo chino.
En otras partes de China, varias instituciones y hospitales llevan su nombre. En Canadá se encuentran el Bethune College de la Universidad de York, y el Dr. Norman Bethune Collegiate Institute (una escuela secundaria) en Scarborough, Ontario, que llevan su nombre. En Andalucía se encuentra el centro de formación profesional específica de la Cruz Roja "Norman Bethune", situado en Almayate (Málaga). También en la ciudad de Málaga se nombró una calle como "Paseo de los Canadienses", en homenaje a la ayuda prestada por Bethune a los habitantes de la ciudad.
El Gobierno de Canadá compró en 1973 la mansión en la que había nacido Norman Bethune en Gravenhurst, tras una visita del entonces primer ministro canadiense Pierre Trudeau a China. El año anterior el doctor Bethune había sido declarado persona de importancia histórica nacional. En 1976, tras la restauración del edificio, se abrió al público como Casa Memorial Bethune, clasificada como Sitio Histórico Nacional de Canadá.
La ciudad de Montreal, en Quebec, creó una plaza pública y erigió una estatua en su honor, situadas cerca de la estación de metro Guy-Concordia. En marzo de 1990, para conmemorar el centenario de su nacimiento, Canadá y China emitieron sellos postales con el mismo diseño en su honor. En la actualidad existe una calle en Málaga con el nombre de "Doctor Norman Bethune", en la barriada de Soliva Este.

## Obras en castellano
- Bethune, Norman. Las heridas. Pepitas de Calabaza, Logroño, 2012. Prólogo y traducción de Natalia Fernández. ISBN 978-84-940296-3-9
- Bethune, Norman; Majada Neila, Jesús. El crimen de la carretera Málaga-Almería (febrero de 1937). Caligrama Ediciones, Benalmádena, 2004. ISBN 84-95783-24-X
- Bethune, Norman; Majada Neila, Jesús. Norman Bethune. La huella solidaria – Trail of solidarity – La trace solidaire. Junta de Andalucía - Consejería de Cultura, Almería, 2008. ISBN 978-84-8266-815-4
- Bethune, Norman; Stewart Roderick & Stewart Sharon. Las vidas del Dr. Bethune (Traducción de Daniel Linder). Ediciones Universidad de Salamanca, Salamanca, 2013 ISBN 978-84-9012-284/6
- Bethune, Norman; Dietz, Bernd; López Pacheco, Jesús. Homenaje a Norman Bethune; Cuaderno conmemorativo del LX aniversario de su llegada a España. Madrid, Asociación Española de Estudios Canadienses, 1996.